# Toast Hawaï
Pour les articles homonymes, voir Toast Hawaii (label).
Le toast Hawaï est une préparation culinaire d'origine allemande qui mêle le salé, le sucré, l'épicé à l'acide. Connu aussi sous le nom de « croûte hawaïenne », ce mets a été popularisé, en 1955, lors d'une émission de télévision en RFA par le cuisinier Clemens Wilmenrod.

## Historique
Ce mets a été inventé en Allemagne de l'Ouest, en 1955, par Clemens Wilmenrod dans son émission de télévision consacrée à la cuisine. Il jouait sur le contraste des saveurs et des couleurs avec une tomate cerise et du paprika. Il devint le symbole d'une « ouverture sur le monde et l'accès à des saveurs dont l'Allemagne avait été longtemps privée ». 
L'ananas comme nombre de fruits se mariant très bien avec les fromages à pâte pressée cuite, le toast a fait des émules avec la pizza hawaïenne. En Suisse le toast s'est diversifié avec des poires ou des fruits à la moutarde. En France, les rondelles d'orange furent substituées à celles d'ananas, la tomate-cerise supprimée et les tranches de pain trempées dans du vin blanc.

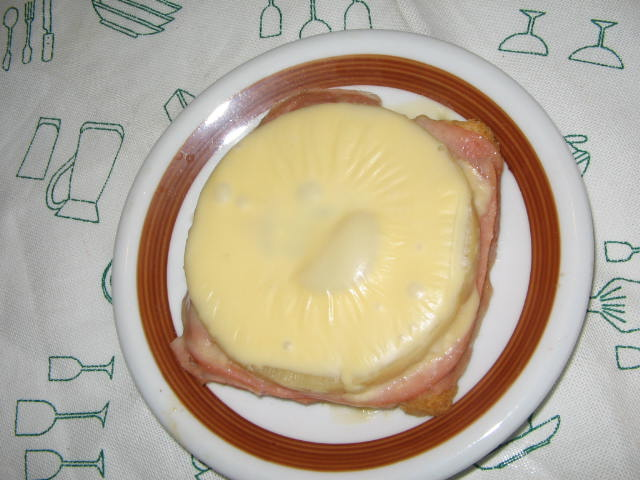
Toast Hawaï sans tomate-cerise.
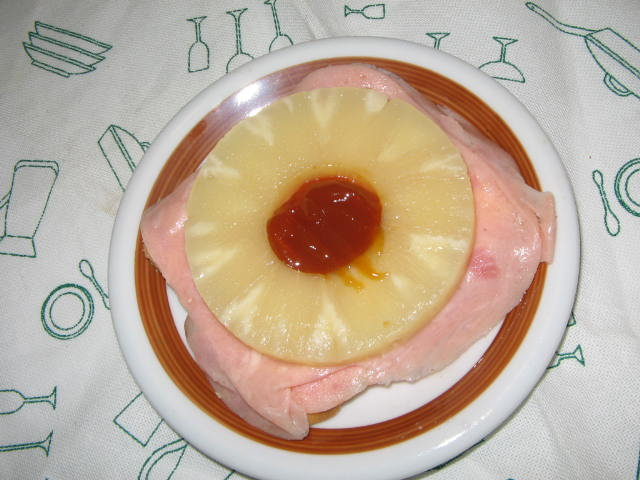
Toast Hawaï sans fromage.
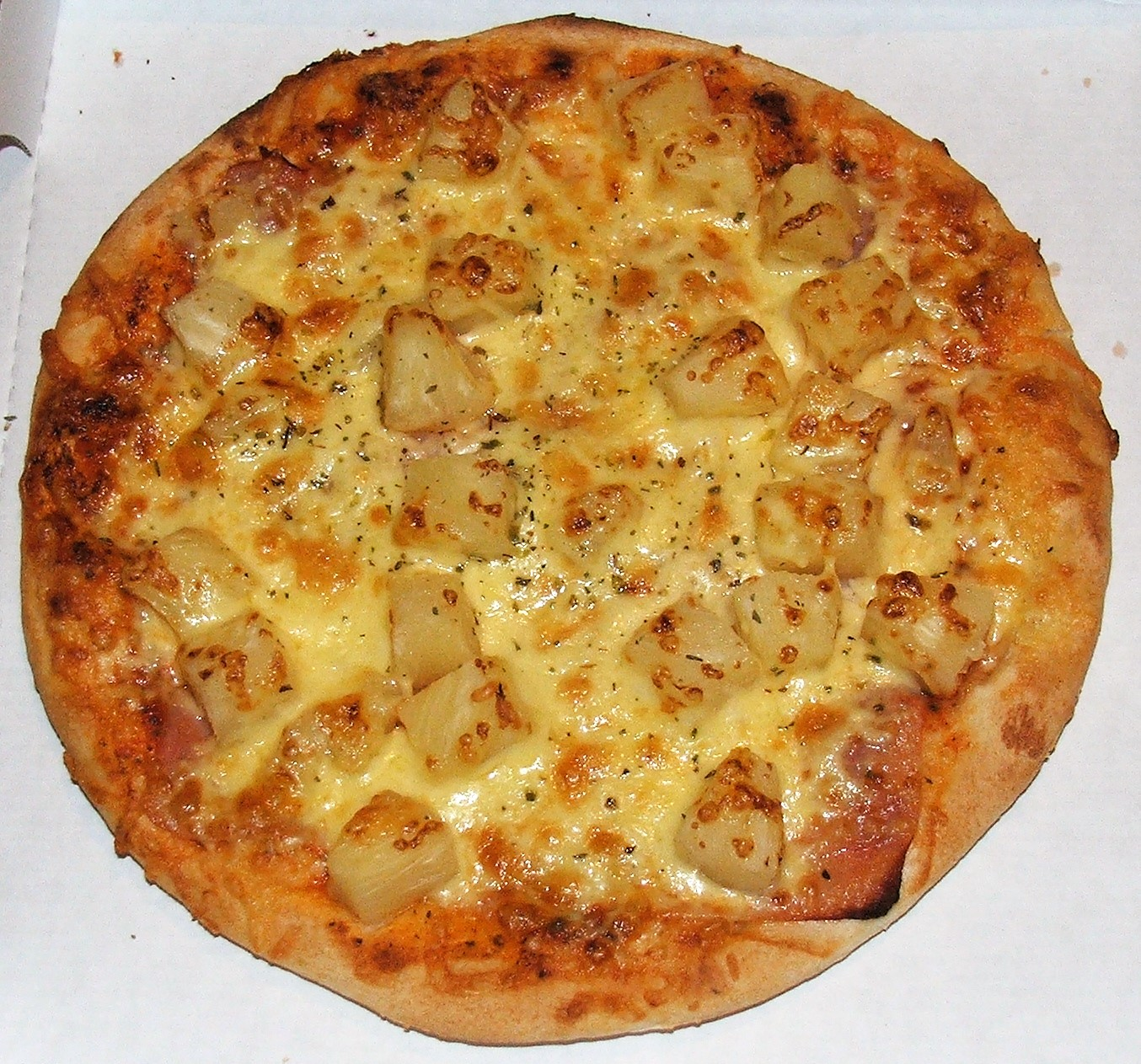
Pizza Hawaï.

## Ingrédients
La réalisation de ce mets nécessite des tranches de pain rassis, du vin blanc sec, du beurre, de la moutarde, du jambon, des tranches d'ananas ou des rondelles d'oranges, du gruyère en lamelle ou râpé, du paprika ou à défaut de la muscade ou du poivre.

## Préparation
Les tranches de pain sont trempées dans du vin blanc puis rôties dans du beurre. Dès qu'elles ont pris une couleur dorée, elles sont moutardées sur une face et recouvertes d'une tranche de jambon. On y rajoute une rondelle d'ananas qui est recouverte de gruyère. Le tout est passé au four jusqu'à ce que le fromage soit fondu et doré. Ce mets se consomme avec une pincée de paprika, de muscade ou de poivre.